# Oscinella mattea
Oscinella mattea är en tvåvingeart som först beskrevs av Charles Howard Curran 1926.  Oscinella mattea ingår i släktet Oscinella och familjen fritflugor. Inga underarter finns listade i Catalogue of Life.